# Loke (Östersund)
Loke is een plaats in de gemeente Östersund in het landschap Jämtland en de provincie Jämtlands län in Zweden. De plaats heeft 51 inwoners (2005) en een oppervlakte van 29 hectare. De plaats ligt aan de westoever van het meer Locknesjön en wordt omringd door afwisselend landbouwgrond en naaldbos. Het dichtstbijzijnde tätort is Tandsbyn, deze plaats ligt ongeveer vijf kilometer ten westen van Loke.